# Oedignatha proboscidea
Oedignatha proboscidea es una especie de araña del género Oedignatha, Esta especie es endémica de Sri Lanka.